# Robbinsville, Carolina de Nord
Robbinsville este o municipalitate, o localitate încorporată cu statutul de târg (în engleză town) și sediul comitatului Graham, statul Carolina de Nord, Statele Unite ale Americii. GR6
Populația localității fusese de 747 de locuitori la data recensământului Uniunii din anul 2000. Robbinsville High School este singurul liceu din comitat. Mascota programului atletic al acestui liceu este un "Cavaler negru" (în engleză Black Knight).

## Geografie
Robbinsville se găsește la coordonatele 35°19′22″N 83°48′28″V / 35.32278°N 83.80778°V (35.322823, -83.807788). GR1
Conform datelor furnizate de United States Census Bureau, localitatea are o suprafață totală de 1,36 km2 (ori 0.4 sqmi), în întregime uscat.

## Locuitori faimoși
- Jody Brown Indian Family, cântăreți profesioniști de Southern Gospel
- Junaluska, cunoscut erou Cherokee
- Ronnie Milsap, cântăreț și muzician american de Country Music
- Rodney Orr, șofer de curse NASCAR
- Wade Crane, jucător de biliard